# Nisi (Elida)
Nisi  este un oraș în Grecia în prefectura Elida.